# Marek Żukow-Karczewski
Marek Żukow-Karczewski (nacido el 6 de mayo de 1961) es un historiador y periodista polaco que se especializa en la historia de Polonia, en la historia de Cracovia y en la historia de la arquitectura. También se ocupa de los problemas ambientales.

## Biografía
Se deriva de una familia noble, que fue mencionado en Rusia [(del ruso: 'Жуков'), (del polaco: 'Żukow'), (en español: Zhúkov)] en el siglo X, y en Polonia (del polaco: 'Karczewski') en el siglo XIV.·· Estudió historia en la Universidad Jaguelónica. Es autor de unas 500 publicaciones y artículos. Sus escritos fueron publicados en las siguientes revistas: Kalendarz Serca Jezusowego ("Calendario del Corazón de Jesús"), Kraków - Magazyn Kulturalny ("Cracovia - Revista Cultural"), Posłaniec Serca Jezusowego ("Mensajero del Corazón de Jesús"), Aura - Ochrona Środowiska ("Aura - Protección del Medio Ambiente"), Życie Literackie ("Vida Literaria"), Przekrój ("Sección"), Gazeta Krakowska ("Periódico de Cracovia"), Echo Krakowa ("Eco de Cracovia"), Czas Krakowski ("Hora de Cracovia").······ También publica en portales de internet (entre otros: Ekologia.pl, Wolne Media, My21). Colaboró con la televisión polaca y la radio polaca. Fue co-organizador y secretario (años 1981-1994) del Comité Cívico de Rescate Cracovia (en polaco: Obywatelski Komitet Ratowania Krakowa). Fue ocupada por, entre otras cosas, la renovación de los monumentos históricas en Cementerio Rakowicki. Deside 1991 es miembro de la Asociación de Periodistas de Polonia (en polaco: Stowarzyszenie Dziennikarzy Polskich) y la Federación Internacional de Periodistas.

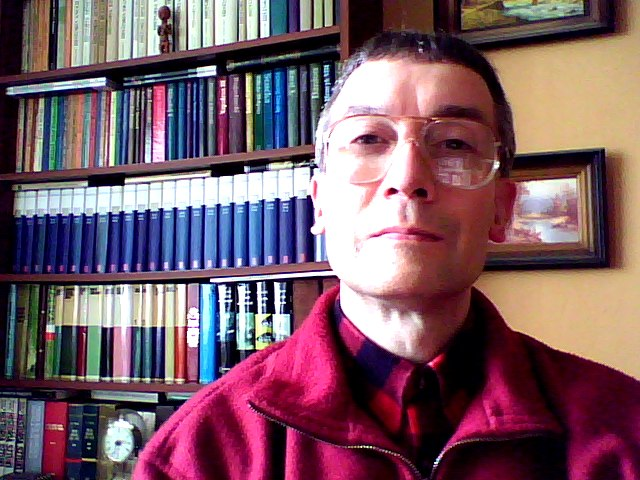
Marek Żukow-Karczewski en su oficina (2015)

## Publicaciones seleccionadas
- Sprawa raperswilska, 1987
- Stanisław August w Petersburgu, 1987
- Pojedynki w dawnej Polsce, 1987
- Klejnoty i insygnia koronacyjne w dawnej Polsce. Prawdy i legendy, 1987
- Wielkie pogrzeby w dawnej Polsce, 1988
- Syberyjskie losy Piotra Wysockiego, 1988
- Polonia zagraniczna w czasach II Rzeczypospolitej, 1989
- Walka o światło. Krótka historia sztucznego oświetlenia, 2012
- Największe pożary w Polsce i na świecie, 2012
- Gra w kości - pierwsze spotkania z człowiekiem kopalnym, 2013
- Łuk - oręż bogów i ludzi, 2014
- Robinson na Syberii, 2016